# قبیله بومی های اسنوکوالمی

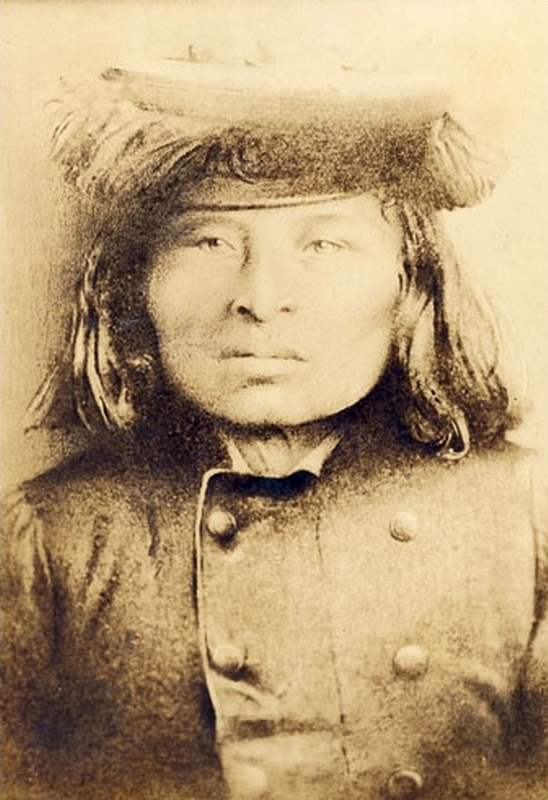
Chief Patkanim (1815-1860)

از بومیان آمریکائی ساحلی سالیش قبیله بومیان اسنوکوالمی (لاشوتسید) است. آنان از ساکنان اصلی دره اسنوکوالمی در شرق کینگ و شهرستان اسنوهومیش در ایالت واشینگتن هستند. این قبیله از طرف دولت فدرال ایالات متحده به رسمیت شناخته شده است. نام‌های دیگر این گروه بومیان با حروف گوناگون انگلیسی شامل اسنوکوالمو، اسنوکوالمو، اسنوکوالمیک، اسنوکوالاموک و اسنوکوالمی می‌باشد.

3860R Snoqualmie Reservation Locator Map

## تاریخ
در سال ۱۸۵۵ این قبیله دارای ۴۰۰۰ نفر جمعیت و یکی از بزرگ‌ترین قبایل در منطقه پیوجت-سآوند بود. پس از امضای معاهده پوینت الیوت با قلمرو واشینگتن برخی از مردم قبیله اسنوکوالمی در منطقه رزرواسیون تولِی لیپ مستقر شدند، اما این معاهده مانع نشد که بسیاری از آنان سکونت در سرزمین‌های اجدادی شان را در اطراف دره اسنوکوالمی و دریاچه سَمَمیش ادامهٔ دهند. بین سال‌های ۱۹۱۵ تا ۱۹۲۳، جری کانیم، رئیس قبیله اسنوکوالمی، و گروهی از مردان دیگر از دادگاه شهرستان کینگ در سیاتل بازدید کردند.  جری کانیم، رئیس قبیله از سال ۱۹۱۴، در پیگیری مطالبات زمین های اجدادی و حقوق ماهیگیری فعال بود و ممکن است این بازدید مربوط به این مسائل باشد. عکس سوم هیئت بومیان آمریکا را نشان می دهد که در جلوی درب ورودی دادگاه کینگ کانتی ایستاده اند. مردی که جری کانیم نام دارد در مقابل چارچوب سنگی درب، بلافاصله در سمت راست قسمت تاریک ورودی ایستاده است. 
در سال ۱۹۳۷، دولت فدرال اعطای یک منطقهٔ سکونتی ذخیره را برایشان پیشنهاد کرد، اما این امر هرگز واقع نشد. این قبیله در سال ۱۹۵۳ رسمیت خود را از دست داد. در اکتبر ۱۹۹۹، اداره امور سرخپوستان یک بار دیگر اسنوکوالمی را به رسمیت شناخت.

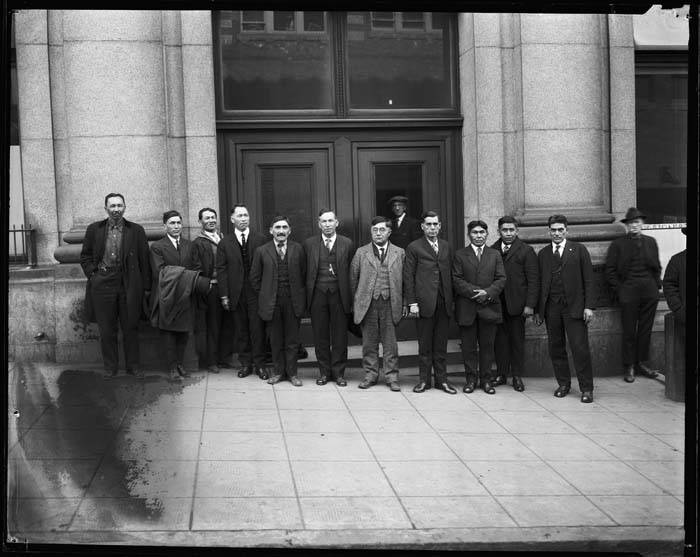
Group of Native American men at courthouse, ca 1920 (MOHAI 5106)

پس از بازگیری رسمیت خود، آنها زمینی را خریداری کردند، و همچنین با دریافت یک منطقهٔ رزرواسیون در نزدیکی اسنوکوالمی، واشینگتن موفق شدند در سال ۲۰۰۸ کازینو اسنوکوالمی را برای ایجاد درآمد در آن تأسیس کنند. تلاش‌های ممتد آن‌ها برای تضمین زمین‌های اجدادی شان در امتداد رودخانه تولت (یکی از شاخه‌های رودخانه اسنوکوالمی) بی‌نتیجه ماند. اما در پایان سال ۲۰۲۱ موفق شدند ۱۲٬۰۰۰ جریب (۴۹۰۰ هکتار) زمین‌های جنگل اجدادی قبیله را در شرق شهرستان کینگ خریداری کنند. این زمین‌ها برای قبیله دارای ارزش‌های محیط زیستی، اقتصادی، و تاریخی است. زمینی که اخیراً برای الوارهای صنعتی استفاده شده است، به‌طور پایدار برداشت خواهد شد و در عین حال اکوسیستم آن برای حمایت از گیاهان بومی و جمعیت حیات وحش نیز مدیریت می‌شود.

## حکومت قبیله
ساختار حاکمیتی قبیله اسنوکوالمی شامل قوانین ساختمانی، کدهای بهداشتی و سایر وظایف استاندارد دولتی است. این گونه سیاست‌ها توسط یک قانون اساسی قبیله ای و شورای منتخب اداره تهیه شده است. 